# Przedsiębiorstwo Zmechanizowanych Robót Budownictwa Przemysłowego „Zachód”
Przedsiębiorstwo Zmechanizowanych Robót Budownictwa Przemysłowego „Zachód”, PZRBP Zachód – specjalistyczne przedsiębiorstwo budowlane założone w 1973 roku we Wrocławiu, którego działalność gospodarczą ukierunkowano na świadczenie usług w zakresie prowadzenia robót budowlanych wymagających ciężkiego sprzętu budowlanego. W latach 70. i 80. XX wieku przedsiębiorstwo posiadało oddziały terenowe w Gorzowie Wielkopolskim, Policach, Polkowicach i Poznaniu. Później oddziały te zlikwidowano z wyjątkiem oddziału w Gorzowie Wielkopolskim. Prace wykonywane były na terenie całej zachodniej Polski.
W 1985 roku przedsiębiorstwo dysponowało takimi maszynami jak np. spycharki Harvester, koparki Menck, ładowarki Ł-34, żurawie: Coles, Grove, Hydros i inne. Wykonywano prace w zakresie robót ziemnych, montażowych i ładunkowych. W ofercie firmy znaleźć można było wykonywanie wyburzeń metodą strzałową (minerską), gdyż przedsiębiorstwo posiadało zorganizowaną Grupę Robót Strzałowych. Zakres jej działania obejmowały oprócz wyburzeń także takie prace jak kruszenie między innymi żelbetu, skał czy karczowanie terenu z pni.
W latach 90. XX wieku przedsiębiorstwo prowadziło nadal działalność  w zakresie robót ziemnych,  wyburzeniowych i rozbiórkowych. Firma działała w formie przedsiębiorstwa państwowego. W 2002 roku została wpisana do Krajowego Rejestru Sądowego pod nr 0000096369, a w 2005 roku została wykreślona z Rejestru Przedsiębiorców .
Siedziba firmy mieściła się przy ulicy Podwale 27  w dawnym budynku Koszar Grenadierów, później przy ulicy Długiej 27, a następnie (w wyniku nadania nazwy istniejącemu sięgaczowi jako odrębnej ulicy) adres zmieniony został na ulicę Kazimierza Michalczyka 10/12 we Wrocławiu  .